# Isaura Borges Coelho
Isaura Assunção da Silva Borges Coelho ComL (Portimão, 20 de Junho de 1926 - Parede, Cascais, 11 de Junho de 2019), foi uma enfermeira e activista portuguesa. Destacou-se pelos seus esforços a favor dos direitos das enfermeiras, tendo sido torturada e presa pela polícia política da ditadura portuguesa.

## Biografia

### Primeiros anos e formação
Nasceu na cidade de Portimão, em 20 de Junho de 1926. Demonstrou a sua capacidade para ajudar o próximo ainda durante a juventude, tendo salvado, com apenas onze anos de idade, uma menina de se afogar na Praia do Vau. Quando tinha 16 anos, evitou um acidente ferroviário quando alertou uma automotora para travar, porque um veículo a tracção animal tinha-se imobilizado numa passagem de nível na estrada para Monchique, tendo no entanto sido condenada a um processo judicial devido à sua acção.
Estudou na Escola de Enfermagem Artur Ravara, entre 1949 e 1952, onde concluiu o curso de Enfermagem.

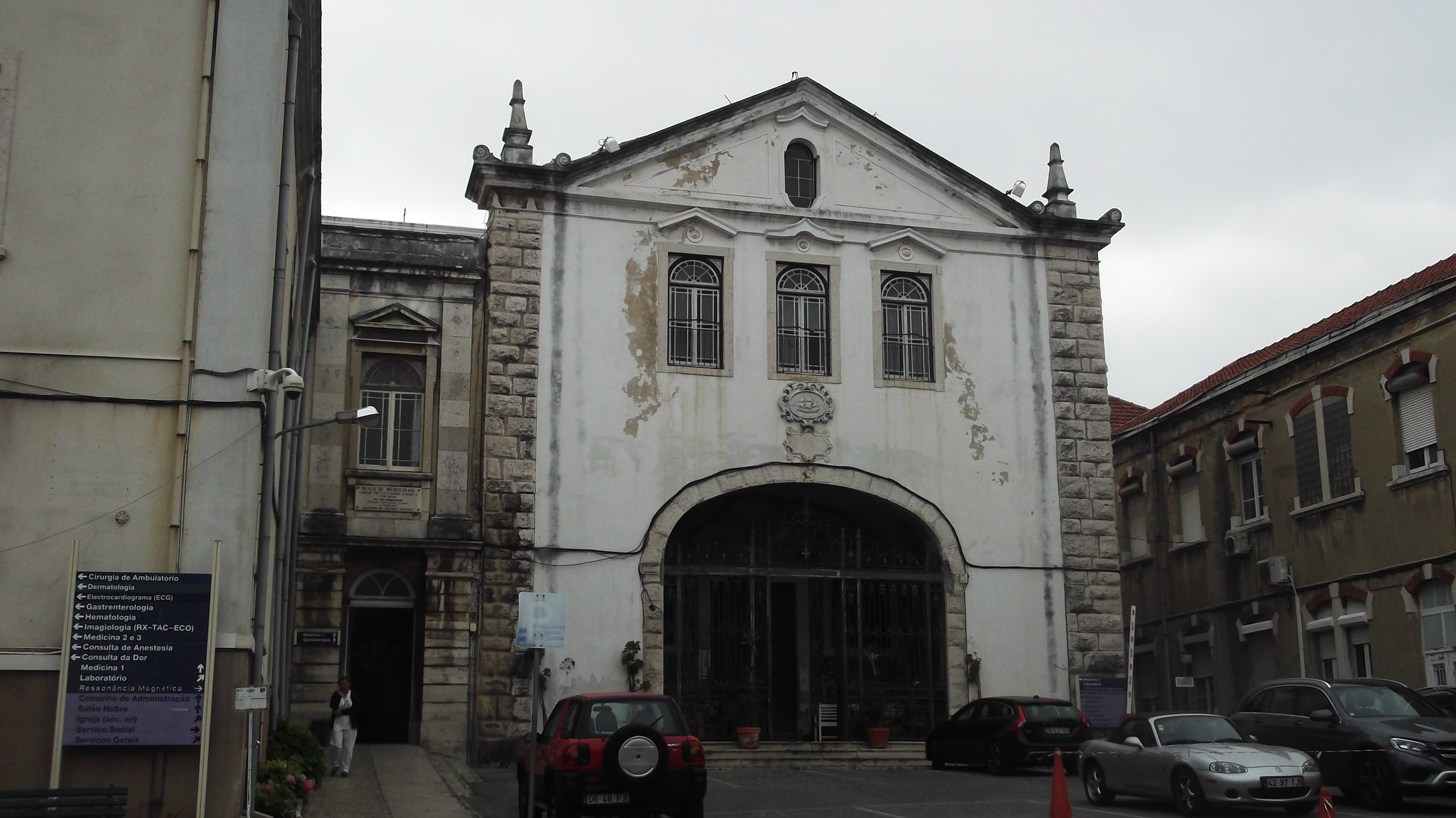
Hospital dos Capuchos, em 2018.

### Activismo e carreira profissional
Começou a sua carreira em 1952, nos Hospitais Civis de Lisboa, no Hospital dos Capuchos. Nessa altura, assistiu às péssimas condições de trabalho, com trinta turnos nocturnos obrigatórios, que supostamente deviam durar apenas doze horas mas que frequentemente chegavam às 24 horas, e muitas vezes apenas com um dia de folga por semana. Começou a lutar por melhores condições de serviço, tendo uma das suas primeiras iniciativas sido a organização de um baixo-assinado, dirigido a António de Oliveira Salazar, ao Cardeal Cerejeira e ao Enfermeiro-mor dos hospitais, em protesto contra uma lei que proibia o casamento por parte das enfermeiras. Este baixo-assinado, que conseguiu reunir várias centenas de assinaturas, foi feito na sequência do despedimento de doze colegas suas, por terem casado sem a devida autorização. Com efeito, o Decreto-lei nº 28794, de 1 de Julho de 1938, ordenava que as mulheres só podiam trabalhar nos serviços de enfermagem e interno caso fossem solteiras e viúvas, e sem filhos, devendo ser substituídas se deixassem de cumprir estas condições. A lei que proibia o casamento por parte das enfermeiras só foi revogada depois de vários anos de protestos, com o decreto nº 44923, de Março de 1963. Em 1953, foi detida pela Polícia Internacional e de Defesa do Estado quando estava a dirigir-se para a sede do Movimento de Unidade Democrática Juvenil, na antiga freguesia de Anjos, ao qual aderira. Os outros jovens que foram presos na mesma ocasião acabaram por ser libertados, mas Isaura Borges Coelho ficou detida devido ao abaixo-assinado que tinha organizado recentemente a favor dos direitos das enfermeiras, sendo conhecida pela polícia política como a casamenteira. Foi torturada pela polícia política, tendo sido espancada e arrastada pelos cabelos em frente ao seu advogado, Lopes Correia, ele próprio violentamente atacado. Os relatos do seu tratamento geraram protestos, incluindo a distribuição de folhetos pela sua libertação em Lisboa. Na altura do seu julgamento, a polícia política utilizou um estratagema comum dos seus agentes ocuparem os bancos destinados ao público, negando desta forma o acesso por parte dos seus apoiantes. No entanto, alguns deles conseguiram entrar na sala do tribunal, incluindo o escritor Alexandre O'Neill, a escritora Maria Lamas, o engenheiro Álvaro Veiga de Oliveira e Maria Isabel Aboim Inglês.
Foi condenada a dois anos de prisão, que podia ser prolongada devido a medidas de segurança, e à perda de direitos políticos durante um período de quinze anos. Os motivos para a sua condenação foram «pertencer ao MUD Juvenil e fazer a sua apologia, por ter acusado a PIDE de infligir torturas morais e físicas aos presos, por ter exigido condições mínimas para o trabalho nos hospitais, por ter protestado contra o facto de as enfermeiras não poderem casar.». A notícia da sua condenação gerou novos protestos, e o lançamento de folhetos com o manifesto Vamos libertar Isaura Silva, que considerava a sua prisão como «um grave acto de terrorismo que espalhou entre nós a indignação e o espanto.». O manifesto também classificou o processo como «monstruoso» e um «verdadeiro atentado contra a consciência humana e a liberdade», e afirmava que também tinham prendido a sua irmã, Hortênsia da Silva, que trabalhava igualmente como enfermeira. O texto relatou igualmente que «a dias do julgamento prenderam o advogado de defesa, Dr. Lopes Correia, impossibilitando-a assim de apresentar o rol de testemunhas dentro do prazo. No julgamento, a PIDE fez evacuar a sala, enchendo-a de agentes para assim pressionar o ‘tribunal’ e atemorizar a assistência.», e que Isaura Borges Coelho esteve «isolada sete meses e dez dias». O Movimento de Unidade Democrática Juvenil também reagiu à condenação, tendo afirmado, em Junho de 1954, que «Com Isaura Silva, no banco dos réus, estão as enfermeiras e a juventude de Portugal.».

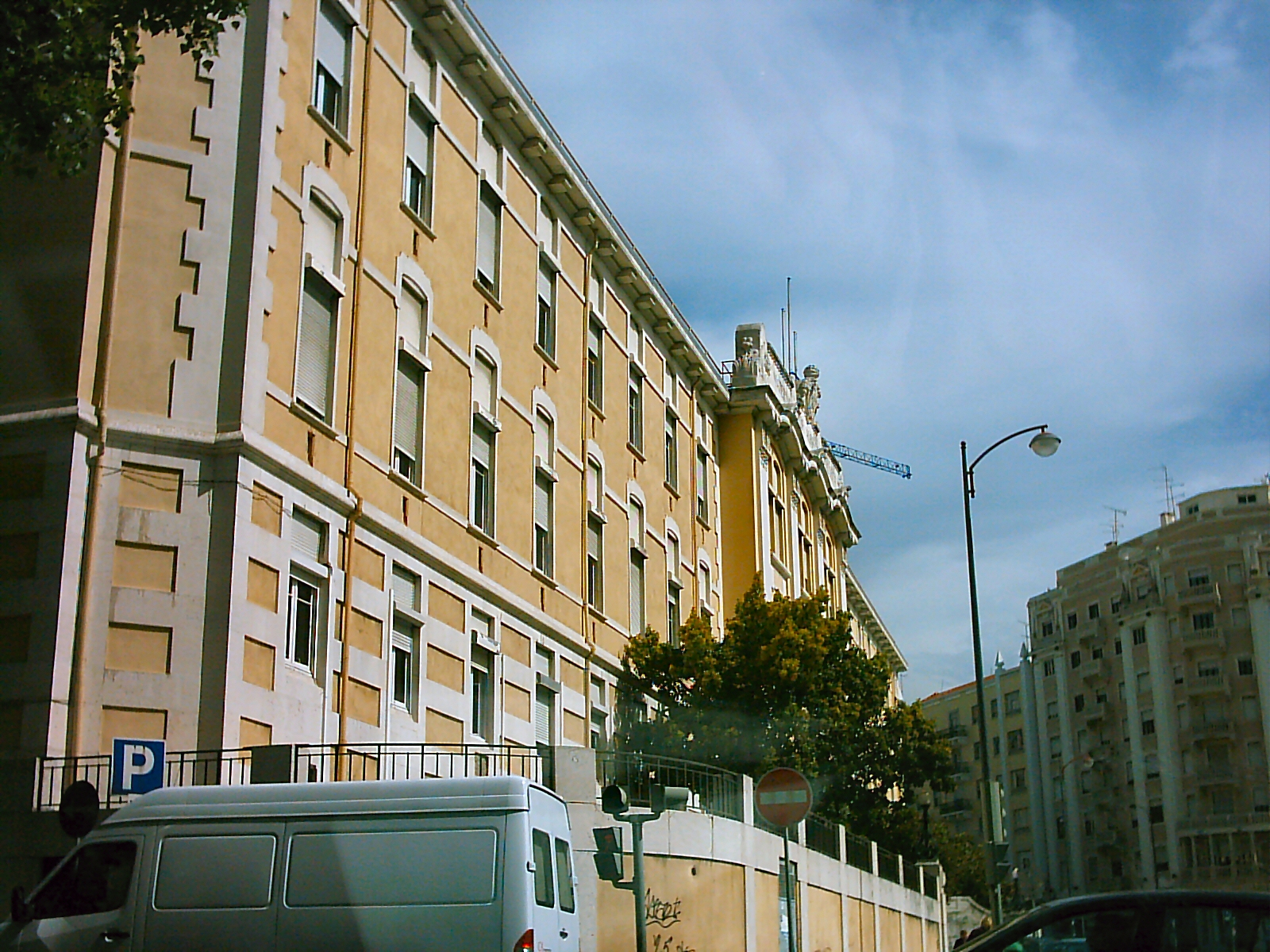
Maternidade Alfredo da Costa, em 2003.

No entanto, devido às medidas de segurança, esteve presa durante cerca de quatro anos, em vez dos dois aos quais tinha sido originalmente condenada, tendo saído apenas em 1957, num estado de grande fragilidade, pesando apenas cerca de trinta quilos, tendo já estado internada durante o seu período de encarceramento. Após sair da prisão, ficou primeiro no Hospital de Santa Marta, e cerca de um mês depois no de Santa Maria.. Adere ao Partido Comunista Português após a sua saída da prisão.
Nesta altura, já tinha uma relação com António Borges Coelho, mas não foi autorizada a visitá-lo por este estar preso, pelo que organizou um esquema para a transmissão de cartas através de um familiar, que no entanto foi descoberto. O casamento teve lugar em 4 de Janeiro de 1959, no Forte de Peniche, onde o historiador estava preso. Voltou depois a Portimão, onde residiu na casa dos seus progenitores, tendo continuado a ser vigiada pela polícia política. Morou durante cerca de um ano em Portimão, tendo sido depois autorizada a voltar a Lisboa, onde estudou no Instituto Português de Oncologia, sob a orientação do professor António Gentil Martins. Empregou-se na Liga dos Hospitais, onde teve uma carreira notável, mas foi expulsa algum tempo depois pelo director da liga, o almirante Henrique Tenreiro, devido ao seu activismo político. Uma vez que estava proibida de exercer em hospitais públicos, conseguiu encontrar trabalho numa clínica particular, com o apoio dos médicos Pedro Monjardino e Francisco Pulido Valente. Depois de muitos esforços, conseguiu ingressar no curso de Puericultura e Partos na Maternidade Alfredo da Costa, onde trabalhou como enfermeira eventual.
Na sequência da Revolução de 25 de Abril de 1974, foi convidada para o posto de enfermeira-chefe nos Hospitais Civis de Lisboa, oferta que recusou, empregando-se em vez disso como enfermeira de segunda classe na Maternidade Alfredo da Costa, onde ascendeu posteriormente à categoria de enfermeira de primeira classe. Frequentou depois os cursos de Enfermagem Pediátrica e Saúde Infantil, e integrou-se no Serviço de Prematuros como enfermeira-chefe. Também exerceu, até à sua reforma, como delegada sindical das enfermeiras da Maternidade Alfredo da Costa, junto do Sindicato dos Enfermeiros Portugueses.

### Falecimento e família
Faleceu em 11 Junho de 2019, na localidade de Parede, onde residia. O funeral foi realizado em 13 de Junho, no Centro Funerário de Cascais da Servilusa. Teve uma filha com o seu esposo António Borges Coelho.

## Homenagens
Em 8 de Março de 2002, foi homenageada com o grau de comendador da Ordem da Liberdade. Em 2018, foi condecorada com a Medalha de Honra do Município de Portimão, e o título de cidadã benemérita.
Na sequência do seu falecimento, a autarquia de Portimão emitiu uma nota de pesar.